# Reply 1988
Reply 1988 (응답하라 1988 Eungdaphara 1988) ist eine südkoreanische Fernsehserie mit Lee Hye-ri. Sie besteht aus 20 Episoden und wurde vom 6. November 2015 bis 15. Januar 2016 auf tvN ausgestrahlt.

## Handlung
Es beginnt im Jahr 1988 und dreht sich um fünf Freunde und ihre Familien, die im selben Viertel von Ssangmun-dong, Dobong-gu, Nord-Seoul leben.

## Besetzung

### Hauptdarsteller
- Lee Hye-ri als Sung Duk-seon/Sung Soo-yeon
- Ryu Jun-yeol als Kim Jung-hwan
- Go Kyung-pyo als Sung Sun-woo
- Park Bo-gum als Choi Taek
- Lee Dong-hwi als Ryu Dong-ryong

### Nebendarsteller
Familie Sung
- Sung Dong-il als Sung Dong-il (Duk-seons Vater)
- Lee Il-hwa als Lee Il-hwa (Duk-seons Mutter)
- Ryu Hye-young als Sung Bo-ra (Duk-seons ältere Schwester)
- Choi Sung-won als Sung No-eul (Duk-seons jüngerer Bruder)

Familie Kim
- Kim Sung-kyun als Kim Sung-kyun (Jung-hwans Vater)
- Ra Mi-ran als Ra Mi-ran (Jung-hwans Mutter)
- Ahn Jae-hong als Kim Jung-bong (Jung-hwans älterer Bruder)

Sun-woo-Familie
- Kim Sun-young als Kim Sun-young (Sun-woos Mutter)
- Kim Seol als Sung Jin-joo (Sun-woos kleine Schwester)

Bewohner der Nachbarschaft
- Choi Moo-sung als Choi Moo-sung, auch „Bonghwangdang“ genannt.
- Yoo Jae-myung als Ryu Jae-myung (Dong-ryongs Vater)

### Erweiterte Besetzung
- Lee Min-ji als Jang Mi-ok (Duk Seons Freund)
- Lee Se-young als Wang Ja-hyun (Duk Seons Freund)
- Lee Mi-yeon als erwachsene Sung Duk-seon
- Kim Joo-hyuk als erwachsener Choi Taek
- Jeon Mi-seon als erwachsene Sung Bo-ra
- Woo Hyun als erwachsener Sung No-eul
- Lee Chung-mi als Nam Goong Neul-bo
- Lee Jin-kwon als schlechter Schüler
- Seo Cho-won als Unterstützer
- Park Ah-sung als Student
- Song Young-kyu als der ältere Bruder von Sun-young
- Yong Young-jae als Direktor der Korea Baduk Association
- Bae Yoo-ram